# فلوبيندازول
فلوبندازول flubendazole طارد ديدان. للوقاية ضد الطفيليات والديدان الداخلية في الكلاب والقطط.
كان متوفرا للاستخدام البشري لعلاج التهابات الدودة أيضا. متاح ك OTC (بدون وصفة طبية) في أوروبا.